# Jurij Kostezkyj
Jurij Wolodymyrowytsch Kostezkyj (ukrainisch Юрій Володимирович Костецький; * 29. Februar 1972 in Kiew) ist ein aus der Ukraine stammender Handballtrainer, der auch die portugiesische Staatsbürgerschaft besitzt. Als aktiver Handballspieler wurde er zumeist auf Rückraum links eingesetzt.

## Spielerlaufbahn

### Verein
Der 1,92 m große und 83 kg schwere Rechtshänder spielte bis März 1998 für Poljot Tscheljabinsk. Anschließend wechselte er nach Ungarn zu Elektromos Budapest. Im Sommer 1998 schloss er sich dem portugiesischen Verein Académico Basket Clube an, mit dem er 1999 und 2001 Meister sowie 2000 Pokalsieger wurde. In der Saison 2000/01 wurde er Torschützenkönig der EHF Champions League. Ab 2005 spielte er für Madeira Andebol SAD, mit dem er 2007 Torschützenkönig und Vizemeister wurde. Später lief er noch für Sporting Clube da Horta auf, wo er 2011 mit 231 Treffern erneut Torschützenkönig wurde und insgesamt 1084 Tore in 179 Spielen erzielte. 2018 beendete er seine Karriere endgültig.

### Nationalmannschaft
Für die Ukrainische Nationalmannschaft bestritt Jurij Kostezkyj mindestens 72 Länderspiele, in denen er 434 Tore erzielte. Mit 60 Toren wurde er bei der Weltmeisterschaft 2001 zweitbester Werfer, nur ein Tor hinter Eduard Kokscharow. Mit dem siebten Platz gelang ihm dort auch der größte Erfolg der jungen Nationalmannschaftsgeschichte. Bei der Europameisterschaft 2002 wurde er mit 52 Toren drittbester Torschütze. Bei der Europameisterschaft 2004 war er mit 24 Toren in drei Spielen erfolgreichster Ukrainer, bei der Europameisterschaft 2006 warf er 23 Treffer in sechs Spielen. Bei der Weltmeisterschaft 2007 in Deutschland war er mit 37 Toren erneut gefährlichster Schütze seines Teams.

## Trainerlaufbahn
Ab 2014 war Kostezkyj als Spielertrainer bei Sporting Clube da Horta aktiv. Nach dem Ende seiner Spielerlaufbahn betreute er in der Saison 2018/19 die zweite Mannschaft von Sporting Lissabon. Seit 2019 ist er Trainer bei Boavista Porto.